# Piotrcovia Piotrków Trybunalski (piłka nożna)
Piotrcovia Piotrków Trybunalski – polski klub piłki nożnej z Piotrkowa Trybunalskiego.

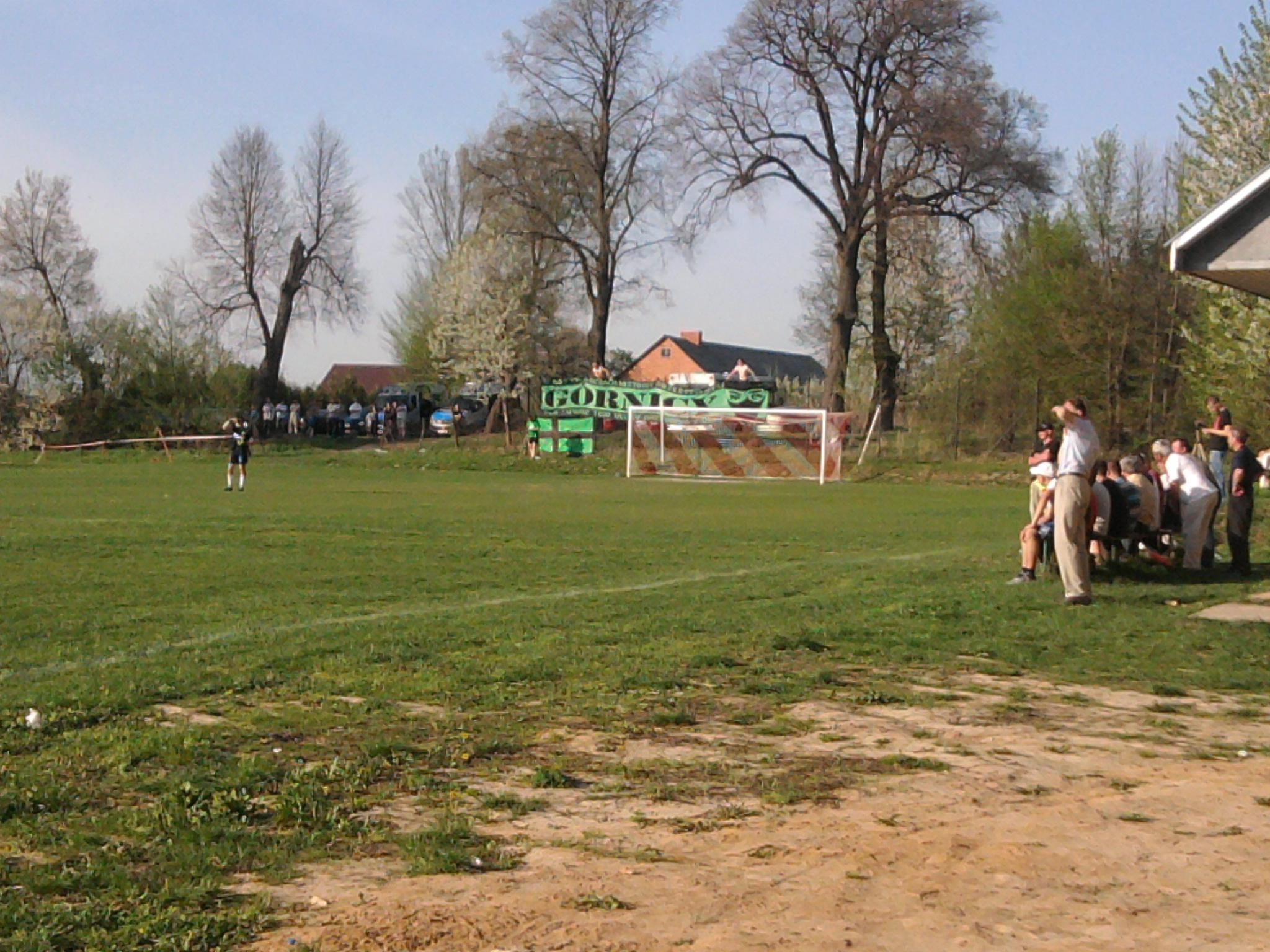
Mecz PLKS Piotrcovia Piotrków z GKS Górnik 1979 w Piotrkowie na starym stadionie Piotrcovii (2012)

## Historia
- 1951 – Koło Sportowe Budowlani przy Przedsiębiorstwie Budownictwa Przemysłowego
- 1955 – Terenowe Koło Sportowe Piotrcovia (fuzja z Kołem Sportowym Sparta)
- 1957 – Górniczy Klub Sportowy Piotrcovia
- 8 lipca 2003 – przeniesienie klubu do Szczecina i zmiana nazwy na MKS Pogoń Szczecin i kontynuacja tradycji tego klubu do 2007
- 2003 – przystąpienie do rozgrywek Klasy A
- 2011 – Zarząd Piotrcovii przekazał sekcję piłki nożnej do PKS Polonia Piotrków (na podstawie Uchwały nr V/37 z dnia 29 września 2000 roku Zarządu Polskiego Związku Piłki Nożnej).

## Sukcesy

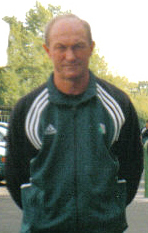
Franciszek Smuda był trenerem klubu w 2003, w czasach jego największych sukcesów

- 10. miejsce w ll lidze w sezonie 2002/2003

Juniorzy Młodsi
- Awans do Ligi Wojewódzkiej (2009/2010)

## Klub w rozgrywkach ligowych
| Sezon | Liga                                        | Pozycja                          | Punkty                           | Bramki                           | Uwagi                                             |
| --- | ------------------------------------------- | -------------------------------- | -------------------------------- | -------------------------------- | ------------------------------------------------- |
| 1991/1992 | III liga (grupa łódzka)                     | 11                               | 29                               | 39:44                            |                                                   |
| 1992/1993 | III liga (grupa łódzka)                     | 7                                | 35                               | 64:48                            |                                                   |
| 1993/1994 | III liga (grupa łódzka)                     | 6                                | 35                               | 44:39                            |                                                   |
| 1994/1995 | III liga (grupa łódzka)                     | 11                               | 31                               | 42:48                            |                                                   |
| 1995/1996 | III liga (grupa łódzka)                     | 11                               | 42                               | 42:57                            |                                                   |
| 1996/1997 | III liga (grupa łódzka)                     | 8                                | 41                               | 38:40                            |                                                   |
| 1997/1998 | III liga (grupa łódzka)                     | 1                                | 68                               | 64:12                            | awans                                             |
| 1998/1999 | II liga (grupa wschodnia)                   | 12                               | 25                               | 23:37                            | spadek                                            |
| 1999/2000 | III liga (grupa Łódź, Katowice)             | 12                               | 42                               | 38:41                            |                                                   |
| 2000/2001 | III liga (grupa I)                          | 13                               | 51                               | 60:53                            |                                                   |
| 2001/2002 | III liga (grupa I)                          | 1                                | 69                               | 50:19                            | awans                                             |
| 2002/2003 | II liga                                     | 10                               | 46                               | 42:40                            | [ 1 ]                                             |
| 2003 - przeniesienie klubu do Szczecina i zmiana nazwy na MKS Pogoń Szczecin oraz reaktywacja klubu w klasie A |                                             |                                  |                                  |                                  |                                                   |
| 2003/2004 | Klasa A (grupa Piotrków Trybunalski I)      | 6                                | 30                               | 40:53                            |                                                   |
| 2004/2005 | Klasa A (grupa Piotrków Trybunalski II)     | 10                               | 21                               | 36:65                            |                                                   |
| 2005/2006 | Klasa A (grupa Piotrków Trybunalski II)     | 6                                | 31                               | 46:35                            |                                                   |
| 2006/2007 | Klasa A (grupa Piotrków Trybunalski II)     | 7                                | 30                               | 41:44                            |                                                   |
| 2007/2008 | Klasa A (grupa Piotrków Trybunalski II)     | 1                                | 50                               | 74:17                            | brak awansu ze względu na reformę nazewnictwa lig |
| 2008/2009 | Klasa okręgowa (grupa Piotrków Trybunalski) | 9                                | 37                               | 49:48                            |                                                   |
| 2009/2010 | Klub nie przystąpił do rozgrywek            | Klub nie przystąpił do rozgrywek | Klub nie przystąpił do rozgrywek | Klub nie przystąpił do rozgrywek | Klub nie przystąpił do rozgrywek                  |
| 2010/2011 | Klub nie przystąpił do rozgrywek            | Klub nie przystąpił do rozgrywek | Klub nie przystąpił do rozgrywek | Klub nie przystąpił do rozgrywek | Klub nie przystąpił do rozgrywek                  |
| 2011 – przekazanie sekcji piłki nożnej do klubu PKS Polonia Piotrków                                           |                                             |                                  |                                  |                                  |                                                   |
| 2011/2012 | Klasa okręgowa (grupa Piotrków Trybunalski) | 4                                | 50                               | 53-40                            |                                                   |
| 2012/2013 | Klasa okręgowa (grupa Piotrków Trybunalski) | 4                                | 55                               | 57-23                            |                                                   |
| 2013/2014 | Klasa okręgowa (grupa Piotrków Trybunalski) | 1                                | 70                               | 80-25                            | awans                                             |
| 2014/2015 | IV liga (grupa łódzka)                      | 5                                | 65                               | 53-32                            |                                                   |
| 2015/2016 | IV liga (grupa łódzka)                      | 9                                | 55                               | 67-70                            |                                                   |
| 2016/2017 | IV liga (grupa łódzka)                      | 20                               | 14                               | 33-105                           | spadek                                            |
| 2017/2018 | Klasa okręgowa (grupa Piotrków Trybunalski) | 2                                | 56                               | 69-28                            |                                                   |
| 2018/2019 | Klasa okręgowa (grupa Piotrków Trybunalski) | 1                                | 65                               | 93-24                            | awans                                             |
| 2019/2020 | IV liga (grupa łódzka)                      | 3                                | 37                               | 48-17                            |                                                   |
| 2020/2021 | IV liga (grupa łódzka)                      | 9                                | 54                               | 68-65                            |                                                   |
| 2021/2022 | IV liga (grupa łódzka)                      | 5                                | 64                               | 64-50                            |                                                   |
| 2022/2023 | IV liga (grupa łódzka)                      | 7                                | 70                               | 86-51                            |                                                   |
| 2023/2024 | IV liga (grupa łódzka)                      | 4                                | 61                               | 72-54                            |                                                   |
| 2024/2025 | IV liga (grupa łódzka)                      | 8                                | 52                               | 70-55                            |                                                   |

Piotrcovia Piotrków Trybunalski jako Pogoń Szczecin Antoniego Ptaka
| Sezon                                                                                            | Liga    | Pozycja | Punkty | Bramki | Uwagi |
| ------------------------------------------------------------------------------------------------ | ------- | ------- | ------ | ------ | ----- |
| 2003/2004                                                                                        | II liga | 1       | 62     | 60:22  | awans |
| 2004/2005                                                                                        | I liga  | 9       | 31     | 34:43  |       |
| 2005/2006                                                                                        | I liga  | 10      | 37     | 29:34  |       |
| 2006/2007                                                                                        | I liga  | 16      | 16     | 24:53  |       |
| 2007 - zmiana właściciela Pogoni Szczecin i wycofanie się Antoniego Ptaka ze szczecińskiej piłki |         |         |        |        |       |

| Oznaczenie kolorami                 |
| ----------------------------------- |
| I poziom ligowy                     |
| II poziom ligowy                    |
| III poziom ligowy                   |
| IV poziom ligowy                    |
| V poziom ligowy                     |
| VI poziom ligowy                    |
| klub nie uczestniczył w rozgrywkach |